# Salzmanns Ginster
Der Salzmanns Ginster (Genista salzmannii) ist eine Pflanzenart aus der Gattung der Ginster (Genista) und gehört zur Familie der Hülsenfrüchtler (Fabaceae). 

## Beschreibung
Der Strauch, dessen Äste in kräftigen, unverzweigten Dornen enden, erreicht Wuchshöhen von 30 bis 70 Zentimeter. Die einfachen Blätter sind unterseits behaart.
Die gewöhnlich paarweise vorliegenden Blüten entspringen den Blattachseln und sind ein bis vier Millimeter gestielt. Die gelbe Krone ist spärlich bis dicht behaart mit einer 10 Millimeter langen Fahne.
Blütezeit ist von April bis Juni.
Die Chromosomenzahl beträgt 2n = 18 oder 36.

## Vorkommen
Salzmanns Ginster ist auf Korsika, Sardinien sowie am italienischen Festland verbreitet.
Als Standort werden Garigues bevorzugt.

## Taxonomie
Salzmanns Ginster wurde 1825 von Augustin Pyramus de Candolle in Prodromus Systematis Naturalis Regni Vegetabilis .. Band 2 Seite 157 als Genista salzmannii erstbeschrieben. Er ist benannt nach dem deutschen Arzt und Botaniker Philipp Salzmann (1781–1851). De Candolle veröffentlichte die Art auch 1826 in Mémoires sur la famille des Légumineuses Band 4 Seite 211.